# Kariprazyna
Kariprazyna – organiczny związek chemiczny, stosowany jako lek przeciwpsychotyczny. Lek opracowała węgierska firma farmaceutyczna Gedeon Richter we współpracy z Forest Laboratories i Mitsubishi Tanabe Pharma.
Komisja Europejska zaakceptowała 19 lipca 2017 stosowanie kariprazyny w leczeniu schizofrenii u osób dorosłych w krajach Unii Europejskiej pod nazwą produktu Reagila. Decyzja ta nastąpiła po pozytywnej opinii Komitetu Produktów Medycznych Stosowanych u Ludzi w dniu 18.05.2017. Wcześniej, we wrześniu 2015 roku zatwierdzono stosowanie kariprazyny w USA, pod nazwą Vraylar, do leczenia objawów schizofrenii i choroby afektywnej dwubiegunowej u dorosłych.

## Mechanizm działania
Kariprazyna jest antagonistą/częściowym agonistą receptorów dopaminergicznych D2 i D3, wykazującym 6 do 10 razy większą selektywność wobec receptorów D3. Wykazuje również częściowy agonizm wobec receptorów serotoninergicznych 5-HT1A. Połączenie agonizmu wobec 5-HT1A i antagonizmu wobec receptorów D2 jest cechą kilku nowych leków przeciwpsychotycznych (arypiprazolu, perospironu, lurasidonu, bifeprunoksu), określanych przez niektórych psychofarmakologów jako neuroleptyki „trzeciej generacji”.
Profil receptorowy kariprazyny:
| - 5-HT1A (Ki = 3 nM) - 5-HT2A (Ki = 19 nM) - 5-HT2B (Ki = 0,58 nM) - 5-HT2C (Ki = 134 nM) - 5-HT7 (Ki = 111 nM) - D2S (Ki = 0,69 nM) - D2L (Ki = 0,49 nM) - D3 (Ki = 0,085 nM) - H1 (Ki = 23 nM) |

Wysokie powinowactwo do receptorów D3 sugeruje, że kariprazyna działa głównie w układzie mezolimbicznym, gdzie receptory D3 podlegają większej ekspresji. Postulowana rola receptorów D3 w procesach poznawczych i wykazana skuteczność kariprazyny w poprawie deficytów poznawczych w modelu zwierzęcym sugeruje korzystny wpływ leku na deficyty poznawcze w schizofrenii. Średnie powinowactwo do receptorów histaminowych H1 i serotoninergicznych 5-HT2C pozwalają przypuszczać, że lek będzie wywierał niewielkie działanie sedatywne i powodował mniejszy przyrost masy ciała.

## Farmakokinetyka
Kariprazyna jest metabolizowana w wątrobie przy udziale izoenzymów cytochromu P450: 3A4 (CYP3A4) i w mniejszym stopniu 2D6 (CYP2D6). Ma dwa aktywne metabolity, demetylokariprazynę i didemetylokariprazynę. Ma długi okres półtrwania (2 do 5 dni przy dawce dziennej 1,5–12,5 mg) i wysoką biodostępność po podaniu doustnym.
Kariprazyna jest słabym kompetycyjnym inhibitorem CYP2D6 i CYP3A4, nie indukuje CYP3A4.

## Działania niepożądane
Najczęściej obserwowanymi działaniami niepożądanymi (częstość >10%) są objawy pozapiramidowe, akatyzja, niepokój, bezsenność, ból głowy i przyrost masy ciała, nudności. Rzadsze działania niepożądane: neutropenia, obniżenie progu drgawkowego, zaparcia, hipotonia ortostatyczna, wysypka, pokrzywka, świąd. W krótkoterminowych randomizowanych badaniach kariprazyna nie powodowała istotnych zaburzeń metabolicznych, podwyższenia stężenia prolaktyny ani istotnego wydłużenia odstępu QT.

## Badania kliniczne
Kariprazyna jest oceniana w badaniach klinicznych jako lek w schizofrenii i chorobie afektywnej dwubiegunowej, zarówno w epizodach maniakalnych i mieszanych, jak depresyjnych. Ukończono również badanie kliniczne mające ocenić jej przydatność w augmentacji leczenia przeciwdepresyjnego w ciężkich zaburzeniach depresyjnych. Opublikowano dotąd wyniki II fazy badań klinicznych, w których wykazano skuteczność i dobrą tolerancję kariprazyny w leczeniu objawów zaostrzenia schizofrenii.